# José Rafael Molina Ureña
José Rafael Molina Ureña, född 31 januari 1921, död 22 maj 2000, var provisorisk president í Dominikanska republiken 25 april-27 april 1965.